# Aethionema grandiflorum
Aethionema grandiflorum là một loài thực vật có hoa trong họ Cải. Loài này được Boiss. & Hohen. mô tả khoa học đầu tiên năm 1849.